# 霍恩洛厄-朗根堡的克拉夫特
霍恩洛厄-朗根堡的克拉夫特（Kraft zu Hohenlohe-Langenburg，1935年6月25日—2004年3月16日）是德國貴族霍恩洛厄家族的首領（1960年至2004年）。他是霍恩洛厄-朗根堡的戈特弗里德與希臘的瑪格麗塔公主的長子，英國國王查爾斯三世的表兄。
1965年克拉夫特與夏洛特·馮·考伊（Charlotte von Croÿ）結婚，他們有兩個女兒Cécile與Xenia，以及一個兒子菲利普。菲利普於2004年克拉夫特去世後成為家族的首領。